# Threticus tschutschuricus
Threticus tschutschuricus är en tvåvingeart som beskrevs av Vaillant och Joost 1983. Threticus tschutschuricus ingår i släktet Threticus och familjen fjärilsmyggor. Inga underarter finns listade i Catalogue of Life.